# Gočova
Gočova este o localitate din comuna Sveta Trojica v Slovenskih goricah, Slovenia, cu o populație de 279 de locuitori.